# یویا تاکیزاوا
یویا تاکیزاوا (ژاپنی: 髙澤 優也؛ زادهٔ ۱۹ فوریهٔ ۱۹۹۷) یک بازیکن فوتبال اهل ژاپن است.
از باشگاه‌هایی که در آن بازی کرده‌است می‌توان به باشگاه فوتبال تسپاکوستاسو گونما و باشگاه فوتبال اوئیتا ترینیتا اشاره کرد.